# BSP - Gauche unie
BSP - Gauche unie  est une alliance électorale de vingt partis formée en vue des élections législatives bulgares d'octobre 2024 entre notamment la Coalition pour la Bulgarie, La Gauche et la Coalition rose et une partie des organisations qui constituaient Bulgarie solidaire, Bulgarie neutre et Nous citoyens.

## Résultats électoraux

### Élections parlementaires
| Année   | Députés  | Votes   | %    | Rang | Gouvernement |
| ------- | -------- | ------- | ---- | ---- | ------------ |
| 10/2024 | 19 / 240 | 184 361 | 7,32 | 4e   | Jeliazkov    |